# Mimudea obvialis
Mimudea obvialis là một loài bướm đêm trong họ Crambidae.